# Малкочоглу (квартал)
„Малкочоглу“ (на турски: Malkoçoğlu) е квартал на Истанбул, разположен в градска околия Султангази. Общата му площ е 0,33 км2. Според данни на Адресната система за регистриране на населението (ABPRS) към 2024 г. населението на „Малкочоглу“ е 13 077 жители.